# John Howard (officer)
Major (Reginald) John Howard (8. december 1912 – 5. maj 1999) var officer i den britiske hær under 2. verdenskrig. Han blev berømt for at lede erobringen af Pegasusbroen over kanalen mellem Caen og havet i nærheden af Ouistreham i Frankrig, i forbindelse med D-dag natten mellem 5. – 6. juni 1944.